# Valz-sous-Châteauneuf
Valz-sous-Châteauneuf település Franciaországban, Puy-de-Dôme megyében. Lakosainak száma 53 fő (2022. január 1.). Valz-sous-Châteauneuf Champagnat-le-Jeune, Peslières, Saint-Jean-Saint-Gervais és Saint-Martin-d’Ollières községekkel határos.

## Népesség
A település népessége az elmúlt években az alábbi módon változott:
| Lakosok száma | 55   | 52   | 53   | 51   | 52   | 52   | 53   | 52   | 53   |
|               | 2013 | 2015 | 2016 | 2017 | 2018 | 2019 | 2020 | 2021 | 2022 |